# Andrzej Pałys
Andrzej Józef Pałys (ur. 2 stycznia 1957 w Solcu-Zdroju) – polski polityk i samorządowiec, z wykształcenia inżynier ogrodnik, poseł na Sejm V i VI kadencji.

## Życiorys
W 1984 ukończył studia na Wydziale Ogrodniczym Akademii Rolniczej w Poznaniu, a w 1998 na Wydziale Inżynierii Środowiska Akademii Rolniczej w Krakowie. Od 1985 pracował w urzędzie gminy Solec-Zdrój, będąc w latach 1988–1990 naczelnikiem, następnie do 2005 wójtem tej gminy. Od 1998 do 2001 zasiadał także w sejmiku świętokrzyskim.
W 2001 został prawomocnie skazany za prowadzenie samochodu w stanie nietrzeźwości.
W 2005 został wybrany na posła na Sejm z listy Polskiego Stronnictwa Ludowego. W wyborach parlamentarnych w 2007 po raz drugi uzyskał mandat poselski, otrzymując w okręgu kieleckim 7654 głosy.
22 października 2010 został zawieszony w prawach członka klubu parlamentarnego PSL, po ujawnieniu przez jednego z dziennikarzy materiału, na którym poseł przed hotelem poselskim poruszał się chybotliwie i wsiadł do cudzego samochodu. Nie kandydował w wyborach parlamentarnych w 2011.
W 2012 został prezesem zarządu Wojewódzkiego Funduszu Ochrony Środowiska i Gospodarki Wodnej w Kielcach. W tym samym roku poseł PiS Tomasz Kaczmarek upublicznił nagranie rozmowy, w której Andrzej Pałys jego zdaniem instruował lokalnych przedsiębiorców, jak omijać przepisy ustawy uzdrowiskowej oraz zawiązać zmowę cenową.
W czerwcu 2017 został zatrzymany przez funkcjonariuszy Centralne Biuro Antykorupcyjne w sprawie inwestycji w Połańcu, został zawieszony wówczas w obowiązkach służbowych. W tym samym roku w związku z wejściem w życie nowelizacji prawa ochrony środowiska utracił funkcję prezesa zarządu WFOŚiGW w Kielcach.

## Odznaczenia
W 2000 otrzymał Złoty Krzyż Zasługi.